# Список Героев Социалистического Труда (Кабаидзе — Капычина)
Эта страница является частью списка Героев Социалистического Труда и перечисляет в алфавитном порядке лиц, удостоенных звания Героя Социалистического Труда, чьи фамилии начинаются с буквы «К», от Кабаидзе до Капычина.
- Список не включает дважды и трижды Героев Социалистического Труда, а также лиц, лишённых этого звания.
- Список содержит информацию о датах жизни, роде деятельности и дате присвоения звания Героя.
- Герои, удостоенные звания посмертно, выделены в списке  серым цветом .
- Герои, сменившие фамилию после присвоения звания, приводятся в списках дважды, при этом строка с новой фамилией выделяется  бежевым цветом  и не имеет номера.

## Список людей, фамилии которых начинаются с «К»
| Навигационная таблица | Навигационная таблица |
| --------------------- | --------------------- |
| «К»                   | Кабаидзе — Капычина   |
| «К»                   | Кара — Каюшкина       |
| «К»                   | Квакуша — Киптев      |
| «К»                   | Киракосян — Князькин  |
| «К»                   | Кобаидзе — Колядо     |
| «К»                   | Команов — Корякина    |
| «К»                   | Косарев — Коюнлиев    |
| «К»                   | Кравец — Ксоврели     |
| «К»                   | Куандыков — Кулян     |
| «К»                   | Кумаков — Кяяник      |

| №          | Фамилия, имя, отчество                 | Даты жизни              | Деятельность | Дата присвоения | ГС         |
| ---------- | -------------------------------------- | ----------------------- | --- | --------------- | ---------- |
| 1          | Кабаидзе Владимир Павлович             | 24.01.1924 — 18.09.1998 | Генеральный директор Ивановского станкостроительного производственного объединения имени 50-летия СССР Министерства станкостроительной и инструментальной промышленности СССР                                                                                              | 05.06.1985      | [ ГС 1 ]   |
| 1.000001   | Кабакова Татьяна Степановна            | 29.10.1926 — 20.10.2019 | Звеньевая виноградарского совхоза «Ново-Кубанский» Министерства пищевой промышленности СССР, Ново-Кубанский район Краснодарского края | 01.11.1951      | [ ГС 2 ]   |
| 2          | Кабалевский Дмитрий Борисович          | 30.12.1904 — 14.02.1987 | Композитор и общественный деятель, академик Академии педагогических наук СССР, народный артист СССР, гор. Москва | 27.12.1974      | [ ГС 3 ]   |
| 3          | Кабан Трофим Трофимович                | 1908 — ????             | Комбайнёр Штейнгартской МТС Штейнгартского района Краснодарского края | 16.04.1949      | [ ГС 4 ]   |
| 4          | Кабаненко Лидия Ивановна               | род. 20.05.1935         | Доярка государственного племенного завода «Урупский» Отрадненского района Краснодарского края | 08.04.1971      | [ ГС 5 ]   |
| 5          | Кабанец Дмитрий Фёдорович              | 05.12.1917 — 18.01.1982 | Комбайнёр Лабинской МТС Краснодарского края | 25.04.1951      | [ ГС 6 ]   |
| 6          | Кабанец Иван Фёдорович                 | 27.04.1902 — 20.01.1972 | Председатель колхоза имени Ворошилова Обуховского района Киевской области | 26.02.1958      | [ ГС 7 ]   |
| 7          | Кабанов Анатолий Яковлевич             | 30.03.1914 — 25.07.1978 | Директор Богословского алюминиевого завода Министерства цветной металлургии СССР, Свердловская область | 20.05.1966      | [ ГС 8 ]   |
| 8          | Кабанов Николай Назарович              | 13.03.1908 — ????       | Первый секретарь Сасовского райкома КПСС, Рязанская область | 08.01.1960      | [ ГС 9 ]   |
| 9          | Кабанов Павел Алексеевич               | 11.07.1897 — 27.02.1987 | Начальник управления военно-восстановительных работ (УВВР) Воронежского фронта, генерал-майор технических войск | 05.11.1943      | [ ГС 10 ]  |
| 10         | Кабанова Елизавета Александровна       | 19.08.1923 — 06.03.1995 | Ткачиха Тейковского хлопчатобумажного комбината Министерства лёгкой промышленности РСФСР, Ивановская область | 09.06.1966      | [ ГС 11 ]  |
| 11         | Кабанова Мария Александровна           | 25.05.1929 — 14.10.1995 | Звеньевая колхоза «Сибирский пахарь» Егорьевского района Алтайского края | 04.03.1948      | [ ГС 12 ]  |
| 12         | Кабанова Олимпиада Егоровна            | 1918 — ????             | Доярка молочного совхоза «Брасовский» Министерства совхозов СССР, Брасовский район Брянской области | 10.09.1952      | [ ГС 13 ]  |
| 13         | Кабасакалян Сатеник Сероповна          | 25.05.1917 — 15.11.2005 | Звеньевая колхоза «Ашхаданк» Анапского района Краснодарского края | 11.07.1950      | [ ГС 14 ]  |
| 14         | Кабачник Мартин Израилевич             | 09.09.1908 — 15.04.1997 | Заведующий лабораторией Института элементоорганических соединений Академии наук СССР, академик АН СССР, гор. Москва | 08.09.1978      | [ ГС 15 ]  |
| 15         | Кабдыкаримова Нурбакыт                 | 03.11.1948 — 17.04.2020 | Механизатор совхоза «Первомайский» Каркаралинского района Карагандинской области | 22.02.1982      | [ ГС 16 ]  |
| 16         | Кабилов Бури                           | 1909 — 30.08.1985       | Председатель колхоза имени Хрущёва Регарского района Таджикской ССР | 17.01.1957      |            |
| 17         | Кабилов Ходжимурат                     | 1911 — ????             | Звеньевой колхоза имени Калинина Науского района Ленинабадской области | 01.03.1948      |            |
| 18         | Кабылбеков Мажен                       | 10.09.1923 — 19.12.1999 | Директор средней школы имени Канаша Камзина Ермаковского района Павлодарской области | 20.07.1971      | [ ГС 17 ]  |
| 19         | Кабылов Шаймардан                      | 1905 — ????             | Председатель колхоза «8 Марта» Денауского района Сурхан-Дарьинской области | 11.01.1957      | [ ГС 18 ]  |
| 20         | Кавака Любовь Даниловна                | род. 02.02.1915         | Звеньевая колхоза «Заповит Ильича» Арбузинского района Николаевской области | 23.04.1949      |            |
| 21         | Кавака Мария Прокоповна                | род. 1929               | Звеньевая колхоза «Заповит Ильича» Арбузинского района Николаевской области | 23.04.1949      |            |
| 22         | Кавалеров Пётр Алексеевич              | 01.07.1928 — 10.02.1994 | Навалоотбойщик шахты № 45 треста «Копейскуголь» комбината «Челябинскуголь» Министерства угольной промышленности СССР, Челябинская область | 26.04.1957      | [ ГС 19 ]  |
| 23         | Каверзин Николай Александрович         | 27.09.1927 — 21.12.2000 | Тракторист Толстихинской МТС Уярского района Красноярского края | 01.06.1949      | [ ГС 20 ]  |
| 24         | Каверзин Николай Егорович              | 1908 — 07.1965          | Бригадир тракторной бригады Толстихинской МТС Уярского района Красноярского края | 01.06.1949      | [ ГС 21 ]  |
| 25         | Каверзина Устинья Леонтьевна           | 16.09.1919 — 28.03.1988 | Звеньевая Змеиногорского свеклосовхоза Министерства пищевой промышленности СССР, Змеиногорский район Алтайского края | 14.05.1948      | [ ГС 22 ]  |
| 26         | Каверин Анатолий Егорович              | 1927 — ????             | Бригадир слесарей-монтажников Горловского специализированного управления № 211 треста «Донбасспромхиммонтаж» Министерства монтажных и специальных строительных работ Украинской ССР, Донецкая область                                                                      | 07.05.1971      | [ ГС 23 ]  |
| 27         | Каверочкин Михаил Павлович             | 20.11.1904 — 21.11.1957 | Бывший буровой мастер конторы бурения № 2 нефтепромыслового управления «Гюргяннефть» Министерства нефтяной промышленности Азербайджанской ССР | 19.03.1959      | [ ГС 24 ]  |
| 28         | Кавинский Ромуальд Владимирович        | 11.03.1928 — 04.02.2006 | Председатель колхоза «Красный Октябрь» Прейльского района Латвийской ССР | 08.04.1971      | [ ГС 25 ]  |
| 29         | Кавтарадзе Иван Алексеевич             | 1902 — ????             | Председатель колхоза имени Кирова Цителицкаройского района Грузинской ССР | 19.03.1947      | [ ГС 26 ]  |
| 30         | Кавун Василий Михайлович               | 14.08.1928 — 08.08.2009 | Председатель колхоза имени XXII съезда КПСС Бершадского района Винницкой области | 28.02.1962      | [ ГС 27 ]  |
| 31         | Кавшбая Акакий Мусуркаевич             | 1896 — ????             | Звеньевой колхоза имени Дзигуа Гальского района Абхазской АССР | 21.02.1948      | [ ГС 28 ]  |
| 32         | Кавшбая Владимир Битгаевич             | 1913 — ????             | Бригадир колхоза имени Дзигуа Гальского района Абхазской АССР | 21.02.1948      | [ ГС 29 ]  |
| 33         | Каганович Лазарь Моисеевич             | 22.11.1893 — 25.07.1991 | Народный Комиссар путей сообщения СССР, гор. Москва | 05.11.1943      | [ ГС 30 ]  |
| 34         | Кагерманов Алхазур Денаевич            | 1934—1987               | Бригадир совхоза «Красноармейский» Урус-Мартановского района Чечено-Ингушской АССР | 24.12.1965      | [ ГС 31 ]  |
| 35         | Каграманов Расул Рустам оглы           | 20.04.1919 — ????       | Звеньевой колхоза имени Молотова Куткашенского района Азербайджанской ССР | 01.07.1949      |            |
| 36         | Кадагидзе Моисей Алексеевич            | 1890 — ????             | Свинарь колхоза имени Чарквиани Цителицкаройского района Грузинской ССР | 17.08.1950      | [ ГС 32 ]  |
| 37         | Кадагишвили Иосиф Иванович             | 1913 — ????             | Звеньевой колхоза имени Тельмана Лагодехского района Грузинской ССР | 03.05.1949      | [ ГС 33 ]  |
| 38         | Каданников Владимир Васильевич         | 03.09.1941 — 03.06.2021 | Генеральный директор Волжского объединения по производству легковых автомобилей (АвтоВАЗ) Министерства автомобильного и сельскохозяйственного машиностроения СССР, Куйбышевская область                                                                                    | 30.04.1991      | [ ГС 34 ]  |
| 39         | Каданцев Иван Иванович                 | 1913 — ????             | Управляющий отделением зернового совхоза «Галля-Арал» Министерства совхозов СССР, Галля-Аральский район Самаркандской области | 26.04.1948      |            |
| 40         | Кадария Домника Ерастовна              | 1912 — ?                | Звеньевая колхоза имени Берия Зугдидского района Грузинской ССР | 21.02.1948      | [ ГС 35 ]  |
| 41         | Кадария Минадора Партеньевна           | 1931 — ????             | Колхозница колхоза имени Берия Ахалсопельского сельсовета Зугдидского района Грузинской ССР | 19.07.1950      | [ ГС 36 ]  |
| 42         | Кадария Партен Михайлович              | 1902 — ????             | Бригадир колхоза имени Берия Ахалсопельского сельсовета Зугдидского района Грузинской ССР | 29.08.1949      | [ ГС 37 ]  |
| 43         | Кадария Ражден Константинович          | 1914—1982               | Бригадир колхоза «Колхида» Зугдидского района Грузинской ССР | 19.07.1950      | [ ГС 38 ]  |
| 44         | Кадеишвили Мария Шалвовна              | род. 1930               | Колхозница колхоза имени Орджоникидзе Махарадзевского района Грузинской ССР | 23.07.1951      |            |
| 45         | Кадельчук Иван Капитонович             | 26.07.1923 — 06.12.1993 | Председатель колхоза «Нове життя» Городокского района Львовской области | 22.03.1966      | [ ГС 39 ]  |
| 46         | Каджая Вера Константиновна             | 1923 — ????             | Старшая аппаратчица азотно-тукового завода Руставского химического комбината Министерства химической промышленности СССР, Грузинская ССР | 02.04.1966      | [ ГС 40 ]  |
| 47         | Кадиешвили Гугули Александровна        | 1925 — ????             | Чаевод колхоза имени Орджоникидзе Махарадзевского района Грузинской ССР | 12.12.1973      | [ ГС 41 ]  |
| 48         | Кадиров Мамазия                        | 1924 — ????             | Бригадир колхоза «Большевик» Багдадского района Ферганской области | 26.02.1981      | [ ГС 42 ]  |
| 49         | Кадочников Павел Петрович              | 26.07.1915 — 02.05.1988 | Актёр киностудии «Ленфильм», народный артист СССР, гор. Ленинград | 26.07.1985      | [ ГС 43 ]  |
| 50         | Кадралин Есильбай                      | род. 01.01.1948         | Тракторист-машинист совхоза «50 лет комсомола» Кзылтуского района Кокчетавской области | 03.03.1980      | [ ГС 44 ]  |
| 51         | Кадыков Георгий Андреевич              | 21.04.1913 — 13.06.1996 | Бригадир колхоза «Шексна» Шекснинского района Вологодской области | 23.06.1966      | [ ГС 45 ]  |
| 52         | Кадыралиев Казакбай                    | 1881—1956               | Старший табунщик колхоза «Кызыл-Дыйкан» Атбашинского района Тянь-Шаньской области | 29.07.1949      | [ ГС 46 ]  |
| 53         | Кадыров Абдулкадыр Даргях оглы         | 1896 — 25.09.1967       | Звеньевой колхоза имени Берия Шемахинского района Азербайджанской ССР | 10.03.1948      |            |
| 54         | Кадыров Абдулхамит                     | 1930 — 06.12.2003       | Звеньевой колхоза имени Молотова Араванского района Ошской области | 15.02.1957      | [ ГС 47 ]  |
| 55         | Кадыров Абдушукур                      | 1911 — ????             | Токарь Ташкентского паровозо-вагоноремонтного завода, Узбекская ССР | 01.08.1959      | [ ГС 48 ]  |
| 56         | Кадыров Азиз Мавлянович                | 12.10.1913 — 30.11.1995 | Начальник Ташкентской железной дороги, Узбекская ССР | 01.08.1959      | [ ГС 49 ]  |
| 57         | Кадыров Али                            | 1900 — ????             | Старший табунщик колхоза имени Сталина Колхозабадского района Кулябской области | 15.09.1948      |            |
| 58         | Кадыров Аудун                          | 1903 — ????             | Старший табунщик колхоза «Эмгек» Уйгурского района Алма-Атинской области | 23.07.1948      | [ ГС 50 ]  |
| 59         | Кадыров Ашурмат                        | 22.04.1907 — 25.02.1991 | Председатель колхоза имени Булганина Сталинабадского района Таджикской ССР | 17.01.1957      | [ ГС 51 ]  |
| 60         | Кадыров Балты                          | 1908 — ????             | Боец скота Ташкентского мясокомбината Министерства мясной и молочной промышленности Узбекской ССР | 14.06.1966      |            |
| 61         | Кадыров Гапур                          | 1901 — ????             | Бригадир полеводческой бригады колхоза имени Маленкова Орджоникидзевского района Ташкентской области | 11.01.1957      | [ ГС 52 ]  |
| 62         | Кадыров Джабар                         | 1891 — ????             | Старший чабан каракулеводческого совхоза «Кабадиан» Министерства внешней торговли СССР, Джиликульский район Сталинабадской области | 15.09.1948      |            |
| 63         | Кадыров Джура                          | 1905 — ????             | Звеньевой колхоза имени Хрущёва Орджоникидзевского района Ташкентской области | 11.01.1957      | [ ГС 53 ]  |
| 64         | Кадыров Касым                          | 20.02.1925 — 1994       | Шофёр Пржевальской грузовой автобазы Министерства автомобильного транспорта и шоссейных дорог Киргизской ССР | 05.10.1966      | [ ГС 54 ]  |
| 65         | Кадыров Нурислам Зиганшевич            | 10.10.1926 — 05.12.1993 | Председатель колхоза «Гигант» Буинского района Татарской АССР | 07.12.1976      | [ ГС 55 ]  |
| 66         | Кадыров Рузи                           | 1915 — ????             | Звеньевой колхоза «Кзыл Юлдуз» Шаартузского района Сталинабадской области | 01.03.1948      |            |
| 67         | Кадыров Сабит                          | 01.09.1926 — 16.02.2005 | Машинист экскаватора Южного вскрышного разреза комбината «Экибастузуголь» Министерства угольной промышленности СССР, Павлодарская область | 30.03.1971      | [ ГС 56 ]  |
| 68         | Кадыров Турегали                       | 20.05.1930 — 24.08.2003 | Буровой мастер Узеньской нефтеразведочной экспедиции объединения «Казахстаннефть» Министерства нефтедобывающей промышленности СССР, Гурьевская область | 23.05.1966      | [ ГС 57 ]  |
| 69         | Кадыров Хаким                          | 1907 — ????             | Бригадир полеводческой бригады колхоза имени Калинина Пскентского района Ташкентской области | 11.01.1957      | [ ГС 58 ]  |
| 70         | Кадырова Оразхал                       | 1920 — ????             | Звеньевая колхоза «Тезе-Ел» Байрам-Алийского района Марыйской области | 11.06.1949      | [ ГС 59 ]  |
| 71         | Кадырова Хосият                        | 1915 — 09.1974          | Звеньевая колхоза имени Калинина Науского района Ленинабадской области | 01.03.1948      |            |
| 72         | Кадырходжаев Закирходжа                | 1880 — ????             | Звеньевой колхоза «Янги-Фергана» Папского района Наманганской области | 31.05.1951      |            |
| 73         | Кадышев Степан Иванович                | 09.03.1911 — 10.11.1974 | Директор завода № 84 Совнархоза Узбекской ССР, гор. Ташкент | 02.03.1962      | [ ГС 60 ]  |
| 74         | Кадьян Иван Александрович              | 18.04.1914 — 04.06.1989 | Заведующий отделением больницы № 2, гор. Горловка Донецкой области | 04.02.1969      | [ ГС 61 ]  |
| 75         | Каевич Александр Андреевич             | 24.06.1914 — 12.08.1985 | Директор совхоза «Искра» Ленинградского района Краснодарского края | 08.04.1971      | [ ГС 62 ]  |
| 76         | Каёла Иван Антонович                   | 26.11.1928 — 25.10.2007 | Сталевар Запорожского металлургического комбината «Запорожсталь» имени С. Орджоникидзе Министерства чёрной металлургии Украинской ССР | 30.03.1971      | [ ГС 63 ]  |
| 77         | Казаева Анастасия Ивановна             | 17.12.1917 — 16.07.2005 | Бригадир совхоза «Уковский» Нижнеудинского района Иркутской области | 22.03.1966      | [ ГС 64 ]  |
| 78         | Казак Виктор Дмитриевич                | род. 25.03.1928         | Звеньевой колхоза имени Калинина Лазовского района Молдавской ССР | 31.12.1965      | [ ГС 65 ]  |
| 79         | Казакевич Аркадий Викентьевич          | 16.08.1918 — 15.11.1979 | Директор Днепропетровского шинного завода Министерства нефтеперерабатывающей и нефтехимической промышленности СССР | 20.04.1971      | [ ГС 66 ]  |
| 80         | Казаков Абдуллажан                     | 1906—1976               | Бригадир колхоза имени Карла Маркса Ленинского района Джалал-Абадской области | 15.02.1957      | [ ГС 67 ]  |
| 81         | Казаков Александр Владимирович         | 17.10.1925 — 04.04.2012 | Бригадир слесарей-сборщиков Пензенского компрессорного завода Министерства химического и нефтяного машиностроения СССР | 25.06.1966      | [ ГС 68 ]  |
| 82         | Казаков Анатолий Александрович         | 27.11.1914 — 10.03.1998 | Слесарь Кирово-Чепецкого химического комбината Министерства среднего машиностроения СССР, Кировская область | 29.07.1966      | [ ГС 69 ]  |
| 83         | Казаков Анатолий Андреевич             | 04.04.1927 — 21.11.1988 | Машинист бумагоделательной машины Новолялинского целлюлозно-бумажного комбината Министерства целлюлозно-бумажной промышленности СССР, Свердловская область | 20.04.1971      |            |
| 84         | Казаков Валентин Петрович              | 1927—2004               | Бригадир монтажников Калужского управления строительства Министерства промышленного строительства СССР | 05.04.1971      | [ ГС 70 ]  |
| 85         | Казаков Василий Александрович          | 06.05.1916 — 17.02.1981 | Начальник НИИ-923 Государственного комитета по авиационной технике СССР, гор. Москва | 28.04.1963      | [ ГС 71 ]  |
| 86         | Казаков Василий Сергеевич              | 1924 — ????             | Машинист электровоза локомотивного депо Мукачево Львовской железной дороги, Закарпатская область | 04.05.1971      | [ ГС 72 ]  |
| 87         | Казаков Леонид Давыдович               | род. 25.03.1951         | Бригадир комплексной бригады строительно-монтажного поезда № 266 треста «Ленабамстрой» Министерства транспортного строительства СССР, Иркутская область | 05.02.1981      | [ ГС 73 ]  |
| 88         | Казаков Миржан                         | 1929 — ????             | Агроном колхоза «Большевик» Куня-Ургенчского района Туркменской ССР | 30.04.1966      | [ ГС 74 ]  |
| 89         | Казаков Николай Иванович               | род. 30.01.1943         | Слесарь механосборочных работ завода «Прогресс» имени Маршала Советского Союза Д. Ф. Устинова Министерства общего машиностроения СССР, гор. Куйбышев | 30.12.1990      | [ ГС 75 ]  |
| 90         | Казаков Нурджан                        | 1907 — ????             | Бригадир колхоза «Большевик» Куня-Ургенчского района Ташаузской области | 30.07.1951      |            |
| 91         | Казаков Фёдор Михайлович               | 1903 — ????             | Главный агроном районного отдела сельского хозяйства Сагар-Чагинского района Марыйской области | 11.06.1949      |            |
| 92         | Казакова Варвара Афанасьевна           | 18.12.1918 — 25.11.2012 | Главный врач больницы № 1, гор. Киров Кировской области | 04.02.1969      | [ ГС 76 ]  |
| 93         | Казакова Зинаида Васильевна            | 03.07.1927 — 03.02.2001 | Доярка совхоза «Маршальский» Гурьевского района Калининградской области | 08.04.1971      | [ ГС 77 ]  |
| 94         | Казанбаев Оразгали                     | 1903 — 04.09.1981       | Председатель колхоза «Саргорык» Абаевского района Семипалатинской области | 23.07.1948      | [ ГС 78 ]  |
| 95         | Казанбаева Шырынкуль                   | 12.09.1920 — 11.06.2018 | Звеньевая колхоза «Коммунизм» Чиилийского района Кзыл-Ординской области | 13.12.1972      | [ ГС 79 ]  |
| 96         | Казангапов Сарсен                      | 1897—1967               | Старший табунщик колхоза «Красный партизан» Джамбулского района Джамбулской области | 12.07.1949      | [ ГС 80 ]  |
| 97         | Казанкапов Утеген                      | 1883 — ????             | Старший табунщик колхоза «Октябрь» Аральского района Кзыл-Ординской области | 23.07.1948      | [ ГС 81 ]  |
| 98         | Казанкин Пётр Тимофеевич               | 25.12.1926 — 05.08.2019 | Первый секретарь Илекского райкома КПСС, Оренбургская область | 11.12.1973      | [ ГС 82 ]  |
| 99         | Казанков Лазарь Емельянович            | 1899 — ????             | Бригадир колхоза «14-я годовщина Октябрьской революции» Ярославского района Краснодарского края | 06.05.1948      | [ ГС 83 ]  |
| 100        | Казанский Борис Александрович          | 25.04.1891 — 05.04.1973 | Заведующий лабораторией каталитического синтеза Института органической химии имени Н. Д. Зелинского, профессор кафедры химии и органического катализа химического факультета Московского государственного университета имени М. В. Ломоносова, академик Академии наук СССР | 13.03.1969      | [ ГС 84 ]  |
| 101        | Казанцев Дмитрий Тимофеевич            | 07.11.1923 — 14.11.1998 | Бригадир колхоза «Первое мая» Барабинского района Новосибирской области | 23.06.1966      | [ ГС 85 ]  |
| 102        | Казанцев Максим Афанасьевич            | 13.08.1901 — 11.07.1948 | Путевой обходчик Свердловской дистанции пути Свердловской железной дороги | 05.11.1943      | [ ГС 86 ]  |
| 103        | Казанцев Николай Иванович              | 1924 — ????             | Бригадир каменщиков-лещадников Нижне-Тагильского стройуправления треста «Уралдомна-ремонт», Свердловская область | 19.07.1958      | [ ГС 87 ]  |
| 104        | Казанцев Николай Иосифович             | 16.12.1936 — 30.05.2006 | Кузнец на молотах и прессах Уральского завода тяжёлого машиностроения имени Серго Орджоникидзе Министерства тяжёлого и транспортного машиностроения СССР, гор. Свердловск                                                                                                  | 11.07.1983      | [ ГС 88 ]  |
| 105        | Казанцев Павел Константинович          | 1911 — ????             | Старший производитель работ передвижной механизированной колонны № 234 треста «Красноярскцелинстрой» Министерства сельского строительства РСФСР, Красноярский край | 07.05.1971      | [ ГС 89 ]  |
| 106        | Казанцева Екатерина Ивановна           | 01.10.1927 — 03.06.2002 | Звеньевая колхоза имени Ленина Грязнухинского района Алтайского края | 20.05.1949      | [ ГС 90 ]  |
| 107        | Казанцева Лидия Павловна               | 1925 — ????             | Ткачиха Ташкентского текстильного комбината Министерства лёгкой промышленности Узбекской ССР | 31.12.1973      | [ ГС 91 ]  |
| 108        | Казаринов Дмитрий Васильевич           | 07.11.1924 — 08.2003    | Токарь-расточник завода опытного вооружения № 134 Министерства общего машиностроения СССР, гор. Москва | 26.07.1966      | [ ГС 92 ]  |
| 109        | Казаров Амирхан Оганесович             | 1895 — ????             | Бригадир колхоза «Ватан-Мугарибасы» Акстафинского района Азербайджанской ССР | 21.07.1949      |            |
| 110        | Казарян Аршак Шамирович                | 1913 — ????             | Старший плавильщик Алавердского медно-химического комбината Совнархоза Армянской ССР | 09.06.1961      | [ ГС 93 ]  |
| 111        | Казарян Зина Васильевна                | 1924 — ????             | Звеньевая колхоза «Кармир ранчпар» Иджеванского района Армянской ССР | 14.06.1950      | [ ГС 94 ]  |
| 112        | Казарян Фарандзем Аваковна             | 1919 — ????             | Звеньевая колхоза «Кармир ранчпар» Иджеванского района Армянской ССР | 14.06.1950      | [ ГС 95 ]  |
| 113        | Казачёк Олег Викентьевич               | 15.02.1940 — 17.06.2006 | Звеньевой механизированного звена по возделыванию картофеля совхоза «Любанский» Любанского района Минской области | 10.10.1974      | [ ГС 96 ]  |
| 114        | Казачонок Александр Иосифович          | 10.10.1934 — 24.09.1992 | Тракторист-комбайнёр совхоза «Красносельский» имени Б. Майлина Тарановского района Кустанайской области | 24.12.1976      | [ ГС 97 ]  |
| 115        | Казбеков Тайшик                        | 09.1926 — 09.05.2020    | Шофёр Жетыбайской автобазы Министерства автомобильного транспорта Казахской ССР, Ералиевский район Гурьевской области | 04.05.1971      | [ ГС 98 ]  |
| 116        | Казей Ариадна Ивановна                 | 23.12.1925 — 15.04.2008 | Учительница средней школы № 28, гор. Минск | 01.07.1968      | [ ГС 99 ]  |
| 117        | Казенене Стасе Адомовна                | 1919 — ????             | Свинарка колхоза «Павасарис» Пакруойского района Литовской ССР | 08.04.1971      |            |
| 118        | Казиева Захра Керим кызы               | 02.05.1912 — 1989       | Главный врач сельской участковой больницы Бардинского района Азербайджанской ССР | 04.02.1969      | [ ГС 100 ] |
| 119        | Казиева Севиль Гамзат кызы             | 01.06.1940 — 23.09.1963 | Бывший механик-водитель хлопкоуборочной машины совхоза № 5 Ждановского района Азербайджанской ССР | 30.04.1966      | [ ГС 101 ] |
| 120        | Казиева Хамис Абдусаламовна            | 01.01.1932 — 04.08.2025 | Директор Усишинской средней школы Акушинского района Дагестанской АССР | 01.07.1968      | [ ГС 102 ] |
| 121        | Казинова Татьяна Фёдоровна             | 02.01.1914 — 01.10.1984 | Доярка колхоза «Пламя» Раменского района Московской области | 07.04.1949      | [ ГС 103 ] |
| 122        | Казусик Александр Михайлович           | 12.11.1938 — 27.09.2014 | Механизатор колхоза имени Калинина Первомайского района Крымской области | 08.12.1973      | [ ГС 104 ] |
| 123        | Казыбеков Мустафа Тулепович            | 27.04.1904 — 06.02.1978 | Управляющий трестом «Казахтрансстрой» Министерства транспортного строительства СССР, Алма-Атинская область | 28.07.1966      | [ ГС 105 ] |
| 124        | Казыдуб Галина Алексеевна              | род. 25.01.1936         | Доярка совхоза «Ярульский» Ирбейского района Красноярского края | 08.04.1971      | [ ГС 106 ] |
| 124.000002 | Казяба Валентина Ивановна              | 08.12.1927 — 18.11.2022 | Звеньевая колхоза имени Сталина Стародорожского района Бобруйской области | 03.07.1951      | [ ГС 107 ] |
| 125        | Каипов Койбай                          | 1926 — 29.01.1980       | Бригадир колхоза «Кзыл-Чарва» Луговского района Джамбулской области | 28.03.1948      | [ ГС 108 ] |
| 126        | Каиров Иван Андреевич                  | 26.12.1893 — 29.10.1978 | Президент Академии педагогических наук РСФСР, гор. Москва | 26.12.1963      | [ ГС 109 ] |
| 127        | Кайгородов Семён Евлампиевич           | 1913—1988               | Бригадир комплексной бригады шахты № 10/13 комбината «Сахалинуголь», Сахалинская область | 28.05.1960      | [ ГС 110 ] |
| 128        | Кайданович Антон Иванович              | 22.03.1931 — 18.10.1997 | Тракторист колхоза «3-я пятилетка» Астраханского района Целиноградской области | 19.04.1967      | [ ГС 111 ] |
| 129        | Кайк Рупперт Рудольфович               | 28.12.1926 — 14.01.2013 | Машинист локомотивного депо Таллин Эстонского отделения Прибалтийской железной дороги | 01.10.1965      | [ ГС 112 ] |
| 130        | Кайкыбасов Абду                        | 1891—1978               | Старший чабан колхоза «Шет-Жарык» Четского района Карагандинской области | 23.07.1948      | [ ГС 113 ] |
| 131        | Каймакан Матвей Павлович               | 1900—1964               | Бригадир колхоза «13 лет Октября» Дубоссарского района Молдавской ССР | 09.03.1949      | [ ГС 114 ] |
| 132        | Кайназаров Жоломбек                    | 1893—1963               | Звеньевой колхоза «Казахстан» Георгиевского района Южно-Казахстанской области | 28.03.1948      | [ ГС 115 ] |
| 133        | Кайназаров Тулвай                      | 1900 — ????             | Звеньевой колхоза «Эркин» Куршабского района Ошской области | 26.03.1948      | [ ГС 116 ] |
| 134        | Кайралапов Мусиркеп                    | 1885—1976               | Старший чабан колхоза «Ногайты» Байганинского района Актюбинской области | 23.07.1948      | [ ГС 117 ] |
| 135        | Кайруллаев Адильбек                    | 25.02.1938 — 11.08.2000 | Старший чабан совхоза «Жанакалинский» Кармакчинского района Кзыл-Ординской области | 22.03.1966      | [ ГС 118 ] |
| 136        | Кайтуков Казгери Садулаевич            | 1909—1992               | Председатель Коста-Хетагуровского райисполкома Северо-Осетинской АССР | 09.03.1948      | [ ГС 119 ] |
| 137        | Кайтуков Темболат Темурович            | 20.05.1933 — 13.08.1997 | Бригадир проходчиков Садонского рудника Министерства цветной металлургии СССР, Алагирский район Северо-Осетинской АССР | 20.05.1966      | [ ГС 120 ] |
| 138        | Кайыпов Осконбай                       | 1911 — 06.09.1987       | Председатель колхоза имени Карла Маркса Ленинского района Джалал-Абадской области | 15.02.1957      | [ ГС 121 ] |
| 139        | Какабадзе Кадир Хушутович              | 1909—1984               | Колхозник колхоза имени Андреева Батумского района Аджарской АССР | 29.08.1949      | [ ГС 122 ] |
| 140        | Какабадзе-Гудушаури Маргарита Павловна | 1916 — 12.1989          | Заведующая сельской врачебной амбулаторией Каспского района Грузинской ССР | 04.02.1969      | [ ГС 123 ] |
| 141        | Какабаев Ашир                          | 1909 — 27.05.1968       | Председатель колхоза «Большевик» Куня-Ургенчского района Ташаузской области | 05.04.1948      | [ ГС 124 ] |
| 142        | Какабаев Султанмурад                   | род. 1921               | Председатель Совета урожайности колхоза имени Сталина сельсовета Тезе-Четыр Ильялинского района Ташаузской области | 30.07.1951      |            |
| 143        | Какабаев Халмурад                      | 1905 — 09.11.1970       | Председатель колхоза «Коммуна» Тахтинского района Ташаузской области | 15.11.1950      | [ ГС 125 ] |
| 144        | Какава Кванта Дзакаевич                | 1884 — ????             | Звеньевой колхоза имени Сталинской Конституции Гальского района Абхазской АССР | 21.02.1948      | [ ГС 126 ] |
| 145        | Какава Тамара Бицаевна                 | род. 1922               | Звеньевая колхоза «Сталинская Конституция» Гальского района Абхазской АССР | 29.08.1949      | [ ГС 127 ] |
| 146        | Какаджиков Чары                        | род. 1937               | Бригадир колхоза «40 лет ТССР» Ашхабадского района Ашхабадской области | 24.07.1986      | [ ГС 128 ] |
| 147        | Какаев Байрам                          | 1916 — ????             | Бригадир тракторной бригады 2-й Марыйской МТС Марыйской области | 14.02.1957      | [ ГС 129 ] |
| 148        | Какаева Фатьма                         | род. 1921               | Звеньевая колхоза «Интернационал» Байрам-Алийского района Марыйской области | 05.04.1948      | [ ГС 130 ] |
| 149        | Какалашвили Гигуш Николаевич           | 1905 — ????             | Звеньевой колхоза «Ленинис Андердзи» Гурджаанского района Грузинской ССР | 09.08.1949      | [ ГС 131 ] |
| 150        | Какарека Наталья Логвиновна            | 1902 — ????             | Звеньевая колхоза «1 Мая» Винницкого района Винницкой области | 28.08.1952      | [ ГС 132 ] |
| 151        | Какачишвили Семён Яковлевич            | 1904 — ????             | Председатель колхоза имени Махарадзе Ахалцихского района Грузинской ССР | 02.04.1966      | [ ГС 133 ] |
| 152        | Какачия Бага Яковлевич                 | 1896 — ????             | Бригадир колхоза имени Сталинской Конституции Гальского района Абхазской АССР | 21.02.1948      | [ ГС 134 ] |
| 153        | Какетаев Оспан                         | 1902 — 21.01.1988       | Скотник колхоза имени Калинина Каркаралинского района Карагандинской области | 12.07.1949      | [ ГС 135 ] |
| 154        | Какорина Прасковья Ивановна            | 1903 — 03.04.1984       | Звеньевая колхоза имени 3-й пятилетки Ухтомского района Московской области | 18.09.1950      | [ ГС 136 ] |
| 155        | Какошкин Кузьма Степанович             | 1919 — 04.05.1978       | Звеньевой совхоза «Красный Гребень» Моршанского района Тамбовской области | 30.04.1966      | [ ГС 137 ] |
| 156        | Какурин Андрей Васильевич              | 17.12.1914 — ????       | Председатель колхоза «Вольная степь» Георгиевского района Южно-Казахстанской области | 28.03.1948      | [ ГС 138 ] |
| 157        | Какурин Прокофий Васильевич            | 08.1911 — 1957          | Директор Ленгерской МТС Георгиевского района Южно-Казахстанской области | 28.03.1948      | [ ГС 139 ] |
| 158        | Калабук Геннадий Георгиевич            | род. 1930               | Бригадир рабочих Гродненского мясокомбината Министерства мясной и молочной промышленности Белорусской ССР | 16.01.1974      | [ ГС 140 ] |
| 159        | Каладюк Анатолий Аверьянович           | 30.10.1912 — 29.06.1974 | Директор прииска имени Гастелло Тенькинского горнопромышленного управления Министерства цветной металлургии СССР, Магаданская область | 20.05.1966      | [ ГС 141 ] |
| 160        | Калаец Иван Ильич                      | 1900 — ????             | Бригадир проходчиков строительного управления № 6 треста «Красноармейскшахтострой» Министерства строительства предприятий угольной промышленности Украинской ССР, Сталинская область                                                                                       | 26.04.1957      |            |
| 161        | Калакин Иван Дмитриевич                | 1930—1993               | Бригадир плотников Орловского управления строительства Министерства промышленного строительства СССР, Орловская область | 05.04.1971      | [ ГС 142 ] |
| 162        | Каландадзе Иродий Бичиевич             | 1894 — ????             | Бригадир колхоза имени Хозе Диас Зестафонского района Грузинской ССР | 09.08.1949      | [ ГС 143 ] |
| 163        | Каландадзе Нестор Ананьевич            | 1901 — ????             | Старший агроном Чаквинского совхоза имени Ленина Министерства сельского хозяйства СССР, Кобулетский район Аджарской АССР | 05.07.1949      | [ ГС 144 ] |
| 164        | Калантаевский Фёдор Романович          | 25.05.1907 — 29.10.1975 | Управляющий отделением Артёмовского свеклосовхоза Министерства пищевой промышленности СССР, Чутовский район Полтавской области | 30.04.1948      | [ ГС 145 ] |
| 165        | Калантай Иван Фёдорович                | 26.06.1936 — 04.2023    | Первый секретарь Первомайского райкома Компартии Украины, Харьковская область | 06.03.1981      | [ ГС 146 ] |
| 166        | Калацкий Михаил Николаевич             | 1934 —                  | Бригадир комплексной комсомольско-молодёжной бригады Кировского строительно-монтажного управления треста «Апатитстрой» Министерства строительства предприятий тяжёлой индустрии СССР, Мурманская область                                                                   | 20.06.1984      | [ ГС 147 ] |
| 167        | Калачёв Александр Григорьевич          | 03.11.1914 — 07.11.2009 | Директор совхоза «Ударник» Чернышковского района Сталинградской области | 20.11.1958      | [ ГС 148 ] |
| 168        | Калачёв Григорий Сергеевич             | 1914 — ????             | Мастер Донецкого района электросетей Донбассэнерго Министерства энергетики и электрификации Украинской ССР | 04.10.1966      |            |
| 169        | Калачёв Михаил Павлович                | 24.02.1921 — 09.09.1993 | Главный агроном совхоза «Пресногорьковский» Ленинского района Кустанайской области | 08.04.1971      | [ ГС 149 ] |
| 170        | Калачёв Павел Иванович                 | 15.06.1908 — 27.02.1990 | Комбайнёр зерносовхоза «Гигант» Сальского района Ростовской области | 23.06.1966      | [ ГС 150 ] |
| 171        | Калачик Владимир Михайлович            | 24.07.1930 — 20.03.2020 | Председатель колхоза «Светлый путь» Молодечненского района Минской области | 30.04.1966      | [ ГС 151 ] |
| 172        | Калашник Григорий Иванович             | 19.11.1914 — 07.10.1993 | Командир корабля Ил-18 Северного управления гражданской авиации Министерства гражданской авиации СССР, гор. Ленинград | 15.08.1966      | [ ГС 152 ] |
| 173        | Калашников Анатолий Петрович           | род. 26.02.1940         | Председатель колхоза имени Ленина Мухоршибирского района Бурятской АССР | 25.08.1989      | [ ГС 153 ] |
| 174        | Калашников Аркадий Иванович            | 12.12.1915 — 19.04.2009 | Слесарь-инструментальщик Запорожского моторостроительного завода имени П. И. Баранова Министерства авиационной промышленности СССР | 26.04.1971      | [ ГС 154 ] |
| 175        | Калашников Василий Михайлович          | 21.01.1928 — 24.05.2007 | Звеньевой совхоза «Кубань» Кавказского района Краснодарского края | 23.06.1966      | [ ГС 155 ] |
| 176        | Калашников Леонид Иванович             | 1935—1991               | Старший аппаратчик химического завода Министерства химической промышленности СССР, гор. Пермь | 20.04.1971      | [ ГС 156 ] |
| 177        | Калашников Михаил Иванович             | 21.11.1931 — 08.05.2001 | Кузнец-штамповщик Харьковского тракторного завода имени Серго Орджоникидзе Министерства тракторного и сельскохозяйственного машиностроения СССР | 05.04.1971      | [ ГС 157 ] |
| 178        | Калашников Михаил Филиппович           | 07.11.1931 — 12.01.2014 | Бригадир слесарей-монтажников Красноярского монтажного управления треста «Сибтехмонтаж» Министерства монтажных и специальных строительных работ СССР, Красноярский край | 26.07.1966      | [ ГС 158 ] |
| 179        | Калашников Николай Петрович            | 06.04.1916 — 21.12.1990 | Старший ветеринарный врач племенного молочного совхоза «Караваево» Министерства совхозов СССР, Костромской район Костромской области | 12.07.1949      | [ ГС 159 ] |
| 180        | Калашникова Татьяна Васильевна         | 09.07.1929 — 06.04.2005 | Рабочая Лайтурского совхоза имени Кирова Министерства сельского хозяйства СССР, Махарадзевский район Грузинской ССР | 05.07.1949      | [ ГС 160 ] |
| 181        | Калбаев Утен                           | 1917—1997               | Старший табунщик овцеводческого совхоза «Актюбинский» Министерства совхозов СССР, Джурунский район Актюбинской области | 03.12.1949      | [ ГС 161 ] |
| 182        | Калганов Михаил Фёдорович              | 1908—1986               | Забойщик шахты «Юнком» треста «Орджоникидзеуголь» Министерства угольной промышленности Украинской ССР, Сталинская область | 26.04.1957      | [ ГС 162 ] |
| 183        | Калдыбаев Маман                        | 1879 — 25.03.1959       | Звеньевой колхоза «Ульгули» Чиилийского района Кзыл-Ординской области | 20.05.1949      | [ ГС 163 ] |
| 184        | Калейс Арвид Якобович                  | 09.05.1915 — 12.11.1997 | Председатель колхоза «Марупе» Рижского района Латвийской ССР | 15.02.1958      | [ ГС 164 ] |
| 185        | Калеминцев Леонид Евдокимович          | 10.10.1929 — 09.07.2018 | Трубогибщик Северного машиностроительного предприятия Министерства судостроительной промышленности СССР, гор. Северодвинск Архангельской области | 04.12.1974      | [ ГС 165 ] |
| 186        | Календо София Митрофановна             | 24.08.1924 — ????       | Доярка совхоза «Войковский» Барышевского района Киевской области | 22.03.1966      | [ ГС 166 ] |
| 187        | Каленов Кали                           | 27.08.1927 — 01.02.2015 | Старший табунщик совхоза «Экибастузский» Краснокутского района Павлодарской области | 22.03.1966      | [ ГС 167 ] |
| 188        | Калиберда Иван Федосеевич              | род. 1925               | Фрезеровщик Дружковского машиностроительного завода имени 50-летия Советской Украины Министерства угольной промышленности Украинской ССР, Донецкая область | 02.03.1981      |            |
| 189        | Каливо Анна Даниловна                  | 25.07.1915 — 01.03.1998 | Бригадир тракторной бригады колхоза «Советская Белоруссия» Горецкого района Могилёвской области | 07.03.1960      | [ ГС 168 ] |
| 190        | Калиев Ауталиф Елтренович              | 15.10.1925 — 02.04.2016 | Электролизник Усть-Каменогорского свинцово-цинкового комбината имени В. И. Ленина Министерства цветной металлургии СССР, Восточно-Казахстанская область | 20.05.1966      | [ ГС 169 ] |
| 191        | Калиев Мухиден                         | 1913—1989               | Председатель колхоза имени Карла Маркса Новобогатинского района Гурьевской области | 23.07.1948      | [ ГС 170 ] |
| 192        | Калиев Нургазы                         | 1900—1962               | Старший чабан колхоза имени Ворошилова Джангалинского района Западно-Казахстанской области | 23.07.1948      | [ ГС 171 ] |
| 193        | Калиев Шакарим                         | 1913 — 05.11.2006       | Председатель колхоза «Жоншилик» Каркаралинского района Карагандинской области | 12.07.1949      | [ ГС 172 ] |
| 194        | Калиева Джамиля                        | 01.09.1934 — 12.12.2006 | Старший чабан колхоза «Заря коммунизма» Харабалинского района Астраханской области | 22.03.1966      | [ ГС 173 ] |
| 195        | Калиенко Анна Михайловна               | 15.08.1925 — 09.02.2005 | Звеньевая колхоза «Разгорнутым фронтом» Семёновского района Полтавской области | 10.05.1948      | [ ГС 174 ] |
| 196        | Калимуллин Рифкат Калимуллович         | 05.04.1927 — 16.08.1993 | Комбайнёр Муралинской МТС Апастовского района Татарской АССР | 04.08.1952      | [ ГС 175 ] |
| 197        | Калимуллина Магсума Садриевна          | 17.06.1913 — 30.08.1970 | Телятница колхоза «Ракета» Апастовского района Татарской АССР | 22.03.1966      | [ ГС 176 ] |
| 198        | Калин Василий Игнатьевич               | 01.01.1924 — 1990       | Директор совхоза «Заря» Промышленновского района Кемеровской области | 13.03.1981      | [ ГС 177 ] |
| 199        | Калин Николай Григорьевич              | 1900 — 09.1976          | Председатель колхоза «Красный Борок» Сокольского района Вологодской области | 02.09.1950      | [ ГС 178 ] |
| 200        | Калинаускас Станиславас Миколович      | род. 1924               | Бригадир колхоза «Кепаляй» Ионишкского района Литовской ССР | 23.06.1966      |            |
| 201        | Калиненко Иван Григорьевич             | 28.11.1920 — 13.03.2000 | Заведующий отделом Донского селекционного центра научно-производственного объединения «Дон», Ростовская область | 25.03.1991      | [ ГС 179 ] |
| 202        | Калиник Михаил Иванович                | 26.04.1929 — 26.05.2005 | Комбайнёр колхоза имени Дзержинского Барского района Винницкой области | 08.04.1971      | [ ГС 180 ] |
| 203        | Калинин Александр Сергеевич            | 1937—2012               | Звеньевой колхоза «Путь к коммунизму» Серафимовичского района Волгоградской области | 07.12.1973      | [ ГС 181 ] |
| 204        | Калинин Виталий Александрович          | 05.12.1935 — 08.11.2024 | Машинист завалочной машины Верх-Исетского металлургического завода Министерства чёрной металлургии СССР, Свердловская область | 04.04.1985      | [ ГС 182 ] |
| 205        | Калинин Виталий Дмитриевич             | 04.01.1926 — 2005       | Бригадир малой комплексной бригады Тотемского леспромхоза Министерства лесной, целлюлозно-бумажной и деревообрабатывающей промышленности СССР, Вологодская область | 17.09.1966      | [ ГС 183 ] |
| 206        | Калинин Григорий Дмитриевич            | 1908 — 27.12.1972       | Председатель колхоза имени Крупской Талды-Курганского района Талды-Курганской области | 08.04.1971      | [ ГС 184 ] |
| 207        | Калинин Евгений Семёнович              | 18.04.1928 — 18.02.2000 | Бригадир слесарей-турбинистов Центрального ремонтно-механического завода Министерства энергетики и электрификации СССР, гор. Москва | 20.04.1971      | [ ГС 185 ] |
| 208        | Калинин Иван Абрамович                 | 1913—1985               | Председатель колхоза «Путиловец» Минусинского района Красноярского края | 07.01.1948      | [ ГС 186 ] |
| 209        | Калинин Иван Степанович                | 1902—1966               | Председатель колхоза имени Молотова Верхне-Муллинского района Молотовской области | 19.03.1948      | [ ГС 187 ] |
| 210        | Калинин Михаил Иванович                | 19.11.1875 — 03.06.1946 | Председатель Президиума Верховного Совета СССР, член Политбюро ЦК ВКП(б), гор. Москва | 29.03.1944      | [ ГС 188 ] |
| 211        | Калинин Николай Алексеевич             | 15.12.1924 — 05.01.1985 | Директор Серпуховского радиотехнического завода Министерства радиопромышленности СССР, Московская область | 29.03.1976      | [ ГС 189 ] |
| 212        | Калинина Александра Борисовна          | 29.04.1926 — 25.11.2015 | Звеньевая колхоза имени Ленина Курганинского района Краснодарского края | 24.02.1948      | [ ГС 190 ] |
| 213        | Калинина Анна Александровна            | 17.09.1924 — ????       | Швея-мотористка Барабинской швейной фабрики № 8 Министерства лёгкой промышленности РСФСР, Новосибирская область | 05.04.1971      | [ ГС 191 ] |
| 214        | Калинина Нина Ильинична                | 13.08.1923 — 05.11.2017 | Свинарка колхоза «Дружба» Ливенского района Орловской области | 22.03.1966      | [ ГС 192 ] |
| 215        | Калиничева Анна Алексеевна             | 1922—2002               | Колхозница колхоза имени Матросова Гурьевского района Калининградской области | 13.07.1950      | [ ГС 193 ] |
| 216        | Калиниченко Борис Алексеевич           | 1925 — ????             | Шофёр Таганрогского производственного объединения грузового автотранспорта Министерства автомобильного транспорта РСФСР, Ростовская область | 04.05.1971      | [ ГС 194 ] |
| 217        | Калиниченко Демид Иосифович            | 01.07.1909 — 06.04.1961 | Бригадир тракторной бригады Черновской МТС Кочковского района Новосибирской области | 11.01.1957      | [ ГС 195 ] |
| 217.000003 | Калиниченко Елизавета Денисовна        | 05.12.1926 — 07.06.1995 | Звеньевая колхоза «Новая дружба» Алексеевского района Харьковской области | 07.05.1948      | [ ГС 196 ] |
| 218        | Калиничук Василий Григорьевич          | род. 18.03.1937         | Буровой мастер Стрежевского управления буровых работ объединения Главтюменнефтегаза Министерства нефтяной промышленности СССР, Томская область | 21.07.1975      | [ ГС 197 ] |
| 219        | Калинкин Виталий Алексеевич            | 21.06.1925 — 11.10.1999 | Генеральный директор Минского производственно-технического объединения «Горизонт» Министерства промышленности средств связи СССР | 10.03.1981      | [ ГС 198 ] |
| 220        | Калинкин Николай Матвеевич             | 09.05.1904 — 10.04.1967 | Председатель колхоза имени Будённого Ухтомского района Московской области | 07.04.1949      | [ ГС 199 ] |
| 221        | Калинкина Анна Васильевна              | 1906 — 31.01.1993       | Звеньевая семеноводческого колхоза «Резерв» Калязинского района Калининской области | 16.07.1949      | [ ГС 200 ] |
| 222        | Калинцев Фёдор Иванович                | 18.02.1924 — 06.08.2016 | Старший мастер управления эксплуатации электросетей напряжением 500 киловольт Мосэнерго Министерства энергетики и электрификации СССР, гор. Ногинск Московской области | 04.10.1966      | [ ГС 201 ] |
| 223        | Калинюк Степан Степанович              | род. 1928               | Машинист льноперерабатывающего агрегата колхоза имени Ленина Ковельского района Волынской области | 30.04.1966      |            |
| 224        | Калисанов Мырзагали                    | 1876 — ????             | Старший чабан колхоза имени Куйбышева Урдинского района Западно-Казахстанской области | 23.07.1948      | [ ГС 202 ] |
| 225        | Калистов Анатолий Михайлович           | 14.04.1925 — 05.02.1997 | Старший мастер Марийского машиностроительного завода Министерства радиопромышленности СССР, гор. Йошкар-Ола | 08.09.1975      | [ ГС 203 ] |
| 226        | Калитин Анатолий Михайлович            | 16.12.1933 — 14.02.2013 | Машинист бумагоделательной машины Сегежского целлюлозно-бумажного комбината Министерства целлюлозно-бумажной промышленности СССР, Карельская АССР | 15.01.1974      | [ ГС 204 ] |
| 227        | Каличава Григорий Максимович           | 1917—1985               | Бригадир колхоза «Ингири» Зугдидского района Грузинской ССР | 29.08.1949      | [ ГС 205 ] |
| 228        | Каличава Тина Илларионовна             | род. 1932               | Колхозница колхоза «Ингири» Зугдидского района Грузинской ССР | 29.08.1949      | [ ГС 206 ] |
| 229        | Калиш Виталий Николаевич               | род. 21.05.1941         | Сталевар электрометаллургического завода «Днепроспецсталь» имени А. Н Кузьмина Министерства чёрной металлургии СССР, Запорожская область | 19.10.1982      | [ ГС 207 ] |
| 230        | Калласте Хейно Петрович                | 12.01.1924 — 30.09.1991 | Директор опорно-показательного совхоза-техникума «Винни» Раквереского района Эстонской ССР | 01.10.1965      | [ ГС 208 ] |
| 231        | Каллистов Анатолий Назарович           | 20.11.1910 — 22.07.2001 | Директор завода № 12 Первого главного управления при Совете Министров СССР, Московская область | 29.10.1949      | [ ГС 209 ] |
| 232        | Калмакбаев Сусымбай                    | 1900 — ????             | Заведующий коневодческой фермой колхоза «Кзыл-Ту» Кегеньского района Алма-Атинской области | 23.07.1948      | [ ГС 210 ] |
| 233        | Калмуратов Конур                       | 1885—1971               | Старший чабан колхоза «Кызыл-Булак» Байганинского района Актюбинской области | 23.07.1948      | [ ГС 211 ] |
| 234        | Калмухамедов Айкеш Калмухамедович      | 05.02.1909 — 03.08.1985 | Бригадир тракторной бригады Ащебутакской МТС Домбаровского района Чкаловской области | 03.04.1948      | [ ГС 212 ] |
| 235        | Калмыков Андрей Антонович              | 1908 — 22.03.1964       | Комбайнёр Мильтюшихинской МТС Черепановского района Новосибирской области | 11.01.1957      | [ ГС 213 ] |
| 236        | Калмыков Валерий Дмитриевич            | 28.08.1908 — 22.03.1974 | Председатель Государственного комитета Совета Министров СССР по радиоэлектронике — министр СССР, гор. Москва | 17.06.1961      | [ ГС 214 ] |
| 237        | Калмыков Михаил Фёдорович              | род. 1927               | Машинист экскаватора специализированного управления механизации управления строительства «Укргазстрой» Министерства газовой промышленности СССР, Киевская область | 01.07.1966      |            |
| 238        | Калмыков Пётр Васильевич               | 1885—1969               | Бригадир колхоза имени Чапаева Целинского района Ростовской области | 24.03.1949      | [ ГС 215 ] |
| 239        | Калмыков Хажмурат Таович               | 10.11.1925 — 01.07.1965 | Старший табунщик колхоза имени Кирова Эльбрусского района Кабардинской АССР | 27.06.1949      | [ ГС 216 ] |
| 240        | Калмычков Степан Павлович              | 1909—1990               | Директор совхоза «Крепь» Калачёвского района Волгоградской области | 20.11.1958      | [ ГС 217 ] |
| 241        | Калнберз Виктор Константинович         | 02.07.1928 — 19.06.2021 | Директор Латвийского научно-исследовательского института травматологии и ортопедии, академик Академии медицинских наук СССР | 01.07.1988      | [ ГС 218 ] |
| 242        | Калнберзин Ян Эдуардович               | 17.09.1893 — 04.02.1986 | Председатель Президиума Верховного Совета Латвийской ССР, гор. Рига | 16.09.1963      | [ ГС 219 ] |
| 243        | Калниязов Утемис                       | 1897—1981               | Старший табунщик совхоза «Кенкиякский» Темирского района Актюбинской области | 22.03.1966      | [ ГС 220 ] |
| 244        | Калнс Фриц Индрикович                  | 1907 — ????             | Бригадир совхоза «Окте» Министерства совхозов СССР, Талсинский уезд Латвийской ССР | 29.04.1949      | [ ГС 221 ] |
| 245        | Калораш Георгий Назарович              | 10.02.1924 — 21.10.1997 | Бригадир колхоза имени Сталина Новоселицкого района Черновицкой области | 06.06.1952      | [ ГС 222 ] |
| 246        | Калоша Ольга Лукинична                 | 12.01.1910 — 05.11.2000 | Звеньевая колхоза «Знамя Ленина» Кореличского района Гродненской области | 31.12.1965      | [ ГС 223 ] |
| 247        | Калпаков Саркен                        | 1901—1984               | Заведующий молочной фермой колхоза «Жоншилик» Каркаралинского района Карагандинской области | 12.07.1949      | [ ГС 224 ] |
| 248        | Калугин Иван Корнеевич                 | 09.05.1909 — 20.01.1976 | Комбайнёр Выселковской МТС Краснодарского края | 20.05.1952      | [ ГС 225 ] |
| 249        | Калужин Григорий Владимирович          | 03.01.1916 — 24.10.1988 | Старший машинист паровозного депо Дебальцево-Сортировочное Донецкой железной дороги, Сталинская область | 01.08.1959      | [ ГС 226 ] |
| 250        | Калшораев Джолбарыс Абдырахманович     | род. 1937               | Бригадир колхоза имени Абая Джетысайского района Чимкентской области | 10.02.1975      | [ ГС 227 ] |
| 251        | Калыков Шарим                          | 1893 — ????             | Старший конюх колхоза «Жана-Жол» Кзылтууского района Кокчетавской области | 23.07.1948      | [ ГС 228 ] |
| 252        | Калымбетов Демеу                       | 1911 — ????             | Старший чабан овцеводческого совхоза «Сыр-Дарьинский» Министерства совхозов СССР, Сары-Агачский район Южно-Казахстанской области | 03.12.1949      | [ ГС 229 ] |
| 253        | Калыско Павел Лаврентьевич             | 11.07.1896 — 31.10.1972 | Бригадир полеводческой бригады совхоза имени 10 лет БССР Министерства совхозов СССР, Любаньский район Бобруйской области | 24.04.1948      | [ ГС 230 ] |
| 254        | Кальдашев Юсуп Ахун                    | 1893 — 03.05.1991       | Бетонщик строительно-монтажного управления № 1 треста «Фрунзегорстрой» Министерства строительства Киргизской ССР, гор. Фрунзе | 09.08.1958      | [ ГС 231 ] |
| 255        | Кальмус Владимир Иванович              | 22.03.1927 — 21.01.1994 | Звеньевой совхоза «Днипро» Днепропетровского района Днепропетровской области | 23.06.1966      | [ ГС 232 ] |
| 256        | Кальмус Мария Ефимовна                 | 30.04.1927 — 02.05.2013 | Звеньевая колхоза имени Фрунзе Днепропетровского района Днепропетровской области | 04.03.1949      | [ ГС 233 ] |
| 257        | Кальницкий Иван Сергеевич              | 23.06.1923 — 27.09.2006 | Председатель колхоза имени XXII съезда КПСС Тульчинского района Винницкой области | 08.04.1971      | [ ГС 234 ] |
| 258        | Кальницкий Павел Васильевич            | 02.11.1913 — 24.09.1985 | Комбайнёр Буняковской МТС Одесского района Омской области | 05.04.1951      | [ ГС 235 ] |
| 259        | Кальченко Никифор Тимофеевич           | 09.02.1906 — 14.05.1989 | Первый заместитель Председателя Совета Министров Украинской ССР, гор. Киев | 06.02.1976      | [ ГС 236 ] |
| 260        | Кальченко Николай Антонович            | 31.01.1911 — 23.10.1978 | Директор завода имени М. И. Калинина Министерства машиностроения СССР, гор. Ленинград | 06.11.1970      | [ ГС 237 ] |
| 261        | Калюга Иван Фёдорович                  | 30.06.1931 — 30.08.2007 | Проходчик горных выработок шахты № 4—5 комбината «Прокопьевскуголь» Министерства угольной промышленности СССР, Кемеровская область | 30.03.1971      | [ ГС 238 ] |
| 262        | Калюжная Мария Павловна                | 19.01.1944 — 15.05.2021 | Бригадир штукатуров специализированного управления «Отделстрой» комбината «Ворошиловградхимстрой» Министерства строительства предприятий тяжёлой индустрии Украинской ССР, Ворошиловградская область                                                                       | 19.03.1981      | [ ГС 239 ] |
| 263        | Калюжный Виктор Михайлович             | род. 26.10.1934         | Комбайнёр совхоза «Украина» Бериславского района Херсонской области | 08.12.1973      |            |
| 264        | Калюжный Степан Андреевич              | 10.06.1923 — 22.02.1980 | Председатель колхоза имени Ленина Руднянского района Волгоградской области | 08.04.1971      | [ ГС 240 ] |
| 265        | Калягин Виктор Владимирович            | 15.07.1932 — 27.04.2021 | Первый секретарь Ипатовского райкома КПСС, Ставропольский край | 22.02.1978      | [ ГС 241 ] |
| 266        | Калягина Людмила Васильевна            | 11.05.1936 — 14.04.2000 | Учительница Смоленской начальной школы, Читинский район Читинской области | 27.06.1978      | [ ГС 242 ] |
| 267        | Каляев Анатолий Васильевич             | 29.06.1922 — 10.03.2004 | Ректор Таганрогского радиотехнического института имени В. Д. Калмыкова Министерства радиопромышленности СССР, член-корреспондент Академии наук СССР, Ростовская область | 30.06.1986      | [ ГС 243 ] |
| 268        | Калязина Екатерина Матвеевна           | 22.11.1916 — 31.01.1994 | Звеньевая колхоза «Труженик» Бежецкого района Калининской области | 28.02.1949      | [ ГС 244 ] |
| 269        | Каляна Клара Романовна                 | 01.03.1941 — 16.01.1985 | Колхозница-охотник колхоза «Возрождение» Иультинского района Чукотского национального округа Магаданской области | 07.03.1960      | [ ГС 245 ] |
| 270        | Камавосян Майрануш Пилипосовна         | род. 1926               | Звеньевая колхоза «Арагац» Эчмиадзинского района Армянской ССР | 08.04.1971      |            |
| 271        | Камаев Николай Васильевич              | 02.05.1925 — 06.04.2004 | Председатель колхоза имени Калинина Большеберезниковского района Мордовской АССР | 08.04.1971      | [ ГС 246 ] |
| 272        | Камалов Асам Камалович                 | 26.05.1929 — 17.11.1988 | Председатель колхоза «Победа» Таласского района Киргизской ССР | 08.04.1971      | [ ГС 247 ] |
| 273        | Камалов Нурмахан                       | 1927 — 11.03.1991       | Бригадир забойщиков Ачисайского полиметаллического комбината Министерства цветной металлургии СССР, Чимкентская область | 30.03.1971      | [ ГС 248 ] |
| 274        | Камалов Раиль Исмагилович              | 20.02.1932 — 24.03.1989 | Звеньевой колхоза имени Фрунзе Кармаскалинского района Башкирской АССР | 31.12.1965      | [ ГС 249 ] |
| 275        | Камалова Айым                          | род. 1931               | Звеньевая колхоза «Ленинизм» Аму-Дарьинского района Кара-Калпакской АССР | 07.03.1960      | [ ГС 250 ] |
| 276        | Камалова Лира Шариповна                | род. 07.11.1935         | Директор Бурибаевской средней школы, Хайбуллинский район Башкирской АССР | 27.06.1978      | [ ГС 251 ] |
| 277        | Камаридзе Этери Георгиевна             | 1919 — ????             | Звеньевая колхоза «Шрома» Лагодехского района Грузинской ССР | 21.02.1948      | [ ГС 252 ] |
| 278        | Камбаймагомедова Хамис                 | 1925—2002               | Доярка колхоза имени Орджоникидзе Акушинского района Дагестанской АССР | 27.11.1965      | [ ГС 253 ] |
| 279        | Камбаров Аскар                         | род. 1931               | Бригадир комплексной бригады Ходжаабадской межколхозной строительной организации, Андижанская область | 11.08.1966      |            |
| 280        | Камбаров Исак                          | 1917 — ????             | Бригадир колхоза «Коммунизм» Кувинского района Ферганской области | 25.12.1976      | [ ГС 254 ] |
| 281        | Камбаров Мурадали                      | 1896 — 27.08.1958       | Председатель колхоза «Большевик» Кагановичабадского района Таджикской ССР | 05.05.1951      |            |
| 282        | Камбаров Рахмат                        | род. 1932               | Первый секретарь Калининского райкома Компартии Узбекистана, Ташкентская область | 26.02.1981      | [ ГС 255 ] |
| 283        | Камбиев Мухаб Алимович                 | 25.05.1923 — 29.11.2020 | Директор Каменномостской средней школы Зольского района Кабардино-Балкарской АССР | 01.07.1968      | [ ГС 256 ] |
| 284        | Камбулатов Гаджи Магомед               | 1892 — ????             | Звеньевой Меркенского свеклосовхоза Министерства пищевой промышленности СССР, Меркенский район Джамбулской области | 08.05.1948      | [ ГС 257 ] |
| 285        | Камбурьян Елена Вагановна              | 1927 — ????             | Рабочая Салибаурского совхоза имени Сталина Министерства сельского хозяйства СССР, Батумский район Аджарской АССР | 01.09.1951      | [ ГС 258 ] |
| 286        | Камеко Геннадий Киприанович            | 25.05.1923 — 11.09.2010 | Заместитель главного врача областной санитарно-эпидемиологической станции, гор. Днепропетровск | 23.10.1978      | [ ГС 259 ] |
| 287        | Каменев Михаил Иванович                | 01.10.1909 — 1967       | Секретарь Оловяннинского райкома ВКП(б), Читинская область | 09.03.1948      | [ ГС 260 ] |
| 288        | Каменская Галина Алексеевна            | 16.02.1927 — 06.04.2012 | Старший мастер Пошехонского сырзавода Министерства мясной и молочной промышленности РСФСР, Ярославская область | 26.04.1971      | [ ГС 261 ] |
| 289        | Каменских Николай Александрович        | 21.10.1909 — ????       | Слесарь-лекальщик Минского станкостроительного завода имени Октябрьской революции Министерства станкостроительной и инструментальной промышленности СССР | 08.08.1966      | [ ГС 262 ] |
| 290        | Камзолова Александра Ивановна          | 1916 — ????             | Звеньевая колхоза имени Карла Маркса, гор. Кизляр Грозненской области | 17.09.1949      | [ ГС 263 ] |
| 291        | Камилов Турсун                         | 1902 — ????             | Первый секретарь Ленинского райкома Компартии Узбекистана, Андижанская область | 11.01.1957      | [ ГС 264 ] |
| 292        | Каминская Ирина Петровна               | 22.01.1933 — 04.11.1963 | Доярка совхоза «Ситце» Докшицкого района Молодечненской области | 18.01.1958      | [ ГС 265 ] |
| 292.000004 | Каминская Наталия Петровна             | 23.08.1923 — 09.08.1999 | Бригадир колхоза имени Красной Армии Коломенского района Московской области | 19.02.1948      | [ ГС 266 ] |
| 293        | Каминский Эдуард Францевич             | 12.04.1928 — 08.05.2008 | Начальник кооперативно-государственного объединения по строительству «Омскагропромстрой-1», Омская область | 13.08.1986      | [ ГС 267 ] |
| 294        | Камирный Василий Игнатьевич            | 09.09.1923 — 18.11.2004 | Старший машинист паровозного депо Гребёнка Южной железной дороги, Полтавская область | 01.08.1959      | [ ГС 268 ] |
| 295        | Камитов Зейнегали                      | 03.02.1916 — 04.02.2003 | Составитель поездов станции Караганда-Сортировочная Казахской железной дороги | 04.05.1971      | [ ГС 269 ] |
| 296        | Камицин Владимир Иванович              | 1938 — 03.09.1990       | Токарь московского машиностроительного завода «Знамя труда» Министерства авиационной промышленности СССР | 16.01.1974      | [ ГС 270 ] |
| 297        | Камкин Владимир Николаевич             | 23.11.1939 — 15.11.2016 | Бригадир электролизников Новокузнецкого алюминиевого завода Министерства цветной металлургии СССР, Кемеровская область | 13.12.1982      | [ ГС 271 ] |
| 298        | Камкия Георгий Яковлевич               | 1928 — ????             | Бригадир колхоза имени Сталина Очемчирского района Абхазской АССР | 21.02.1948      | [ ГС 272 ] |
| 299        | Камма Маргарита Юлиусовна              | 1905 — ????             | Звеньевая колхоза имени Сталина Гагрского района Абхазской АССР | 21.02.1948      | [ ГС 273 ] |
| 300        | Камнев Георгий Захарович               | 05.05.1925 — 15.10.1988 | Председатель колхоза «Красный партизан» Харабалинского района Астраханской области | 10.03.1976      | [ ГС 274 ] |
| 301        | Камов Николай Ильич                    | 14.09.1902 — 24.11.1973 | Главный конструктор Опытного конструкторского бюро вертолётостроения № 2, Московская область | 13.09.1972      | [ ГС 275 ] |
| 302        | Каморный Александр Николаевич          | 01.01.1920 — 18.05.1985 | Бригадир комплексной бригады Елизовского строительно-монтажного управления треста «Камчатскстрой», Камчатская область | 11.08.1966      | [ ГС 276 ] |
| 303        | Камчибеков Айты                        | 1915 — ????             | Звеньевой колхоза «Эркин» Куршабского района Ошской области | 26.03.1948      | [ ГС 277 ] |
| 304        | Камышёв Алексей Иванович               | 23.02.1917 — 25.10.1985 | Бригадир совхоза «Сандыктауский» Балкашинского района Целиноградской области | 19.04.1967      | [ ГС 278 ] |
| 305        | Камышников Владимир Степанович         | 22.06.1918 — 20.11.1997 | Председатель колхоза «Красное Знамя» Первомайского района Алтайского края | 08.04.1971      | [ ГС 279 ] |
| 306        | Кан Алексей                            | 1929 — 12.1980          | Рисовод совхоза «50 лет ВЛКСМ» Нукусского района Каракалпакской АССР | 10.12.1973      | [ ГС 280 ] |
| 307        | Кан Василий Семёнович                  | 26.05.1904 — 25.05.1969 | Звеньевой колхоза имени Димитрова Нижне-Чирчикского района Ташкентской области | 17.07.1951      | [ ГС 281 ] |
| 308        | Кан Владимир Андреевич                 | 19.02.1904 — 09.10.1975 | Бригадир колхоза «Гигант» Чиилийского района Кзыл-Ординской области | 21.06.1950      | [ ГС 282 ] |
| 309        | Кан Де Хан                             | 26.06.1912 — 16.08.2008 | Председатель сельхозартели имени 18 лет Казахстана Шортандинского района Акмолинской области | 11.01.1957      | [ ГС 283 ] |
| 310        | Кан Лев Иванович                       | 1904 — 09.02.1976       | Председатель колхоза «Заря коммунизма» Ильичёвского района Южно-Казахстанской области | 08.06.1957      | [ ГС 284 ] |
| 311        | Кан О Нам                              | 28.07.1926 — 22.10.1992 | Бригадир колхоза имени Энгельса Среднечирчикского района Ташкентской области | 25.12.1976      | [ ГС 285 ] |
| 312        | Кан Сан-Ун                             | 04.10.1915 — 11.1970    | Агроном колхоза имени Димитрова Нижне-Чирчикского района Ташкентской области | 22.05.1951      | [ ГС 286 ] |
| 313        | Кан Сон-Бон                            | 21.09.1914 — 25.02.2003 | Звеньевой колхоза имени Димитрова Нижне-Чирчикского района Ташкентской области | 17.07.1951      | [ ГС 287 ] |
| 314        | Кан Трофим                             | 1909 — 13.04.1962       | Звеньевой колхоза имени Будённого Нижне-Чирчикского района Ташкентской области | 21.12.1953      | [ ГС 288 ] |
| 315        | Кан Тю-Хон                             | 05.12.1903 — 24.09.1968 | Председатель колхоза имени Горького Каратальского района Талды-Курганской области | 28.03.1948      | [ ГС 289 ] |
| 316        | Кан Хе-Сук                             | 05.05.1895 — ????       | Звеньевая колхоза «Кум-жота» Свердловского района Джамбулской области | 15.06.1950      | [ ГС 290 ] |
| 317        | Канаев Николай Александрович           | 1920 — ????             | Производитель работ строительного управления № 1 треста «Кемеровохимстрой» Министерства строительства предприятий тяжёлой индустрии СССР, гор. Кемерово | 05.04.1971      |            |
| 318        | Канакина Галина Андреевна              | 21.10.1938 — 16.02.2017 | Прессовщица-оператор Оренбургского завода силикатных стеновых материалов производственного объединения «Оренбургстройматериалы» Министерства промышленности строительных материалов РСФСР                                                                                  | 12.05.1977      | [ ГС 291 ] |
| 319        | Канарейкин Виктор Васильевич           | 20.11.1924 — 13.07.1997 | Сталевар мартеновского цеха Днепровского металлургического завода имени Ф. Э. Дзержинского Днепропетровского совнархоза, гор. Днепродзержинск | 19.07.1958      | [ ГС 292 ] |
| 320        | Канатов Шамиль                         | 15.06.1930 — 22.07.2009 | Старший чабан совхоза «Ромашковский» Палласовского района Волгоградской области | 08.04.1971      | [ ГС 293 ] |
| 321        | Канбарова Зейнаб Черкез кызы           | 12.06.1916 — 1978       | Звеньевая колхоза имени Кагановича Агдашского района Азербайджанской ССР | 06.10.1951      | [ ГС 294 ] |
| 322        | Кандакова Александра Семёновна         | 18.11.1928 — 07.07.2013 | Птичница Ижевской птицефабрики, Удмуртская АССР | 08.04.1971      | [ ГС 295 ] |
| 323        | Кандалов Александр Константинович      | 1933 — ????             | Бригадир комплексной бригады строительно-монтажного поезда № 198 треста «Красноярсктрансстрой» Министерства транспортного строительства СССР, Красноярский край | 02.06.1962      | [ ГС 296 ] |
| 324        | Кандан Урля Шыыраповна                 | 1918—1975               | Чабан колхоза «Победа» Бай-Тайгинского района Тувинской автономной области | 07.03.1960      | [ ГС 297 ] |
| 325        | Канделаки Надия Георгиевна             | 1918 — ????             | Колхозница колхоза имени Сталина Махарадзевского района Грузинской ССР | 23.07.1951      |            |
| 326        | Кандибор Александр Иванович            | 15.03.1917 — 28.11.1992 | Комбайнёр Хакасской МТС Хакасской автономной области | 04.07.1951      | [ ГС 298 ] |
| 327        | Кандымов Алладурды                     | 1911—1964               | Председатель колхоза «Ленинизм» Марыйского района Марыйской области | 14.02.1957      | [ ГС 299 ] |
| 328        | Кандымов Аллы                          | 1914 — ????             | Старший чабан каракулеводческого совхоза «Талимарджан» Керкинского района Чарджоуской области | 14.02.1957      | [ ГС 300 ] |
| 329        | Кандышев Михаил Ефимович               | 1909 — ????             | Звеньевой колхоза «Новый путь» Меркенского района Джамбулской области | 28.03.1948      | [ ГС 301 ] |
| 330        | Канев Степан Александрович             | 21.06.1931 — 02.03.2003 | Вальщик леса Сторожевского леспромхоза Министерства лесной и деревообрабатывающей промышленности СССР, Корткеросский район Коми АССР | 07.05.1971      | [ ГС 302 ] |
| 331        | Каненберг Анна Ансовна                 | 27.03.1911 — 2002       | Доярка учебно-опытного хозяйства «Елгава» Латвийской сельскохозяйственной академии | 22.03.1966      | [ ГС 303 ] |
| 332        | Каниболотский Семён Трофимович         | 01.09.1925 — 02.10.2001 | Старший аппаратчик Славгородского химического завода имени Г. С. Верещагина Министерства химической промышленности СССР, Алтайский край | 20.04.1971      | [ ГС 304 ] |
| 332.000005 | Каниболоцкая Мария Романовна           | род. 26.06.1926         | Звеньевая колхоза «Путь Ленина» Сахновщинского района Харьковской области | 07.05.1948      |            |
| 333        | Канивец Фёдор Яковлевич                | 22.05.1923 — 23.11.2004 | Звеньевой колхоза «Заветы Ильича» Азовского района Ростовской области | 08.04.1971      | [ ГС 305 ] |
| 334        | Каниковский Иван Семёнович             | 25.07.1910 — 1973       | Учитель Теленештской средней школы Теленештского района Молдавской ССР | 01.07.1968      | [ ГС 306 ] |
| 335        | Канинский Яков Михайлович              | 1907 — ????             | Комбайнёр Отрадо-Кубанской МТС Гулькевичского района Краснодарского края | 27.06.1952      | [ ГС 307 ] |
| 336        | Кантария Ироди Ивлонович               | 1914—1978               | Председатель колхоза имени газеты «Комунисти» Зугдидского района Грузинской ССР | 03.05.1949      | [ ГС 308 ] |
| 337        | Кантария Ольга Герасимовна             | 1910 — ????             | Звеньевая колхоза имени Ворошилова Хобского района Грузинской ССР | 05.08.1949      | [ ГС 309 ] |
| 338        | Кантария Ольга Павловна                | 1909 — ????             | Колхозница колхоза имени Берия Ахалсопельского сельсовета Зугдидского района Грузинской ССР | 29.08.1949      | [ ГС 310 ] |
| 339        | Канчашвили Тамара Давидовна            | 1913 — ????             | Звеньевая колхоза «Шрома» Лагодехского района Грузинской ССР | 05.08.1949      |            |
| 340        | Каньшин Иван Иванович                  | 15.11.1924 — 17.01.1981 | Машинист экскаватора Северного разреза комбината «Хабаровскуголь» Министерства угольной промышленности восточных районов СССР, Амурская область | 28.08.1948      | [ ГС 311 ] |
| 341        | Капалбаев Джаксылык                    | 1892—1966               | Старший табунщик колхоза имени Тельмана Луговского района Джамбулской области | 23.07.1948      | [ ГС 312 ] |
| 342        | Капикян Ованес Саакович                | 1894 — ????             | Бригадир колхоза имени Руставели Сухумского района Абхазской АССР | 06.10.1950      | [ ГС 313 ] |
| 343        | Капитонов Иван Васильевич              | 23.02.1915 — 28.05.2002 | Секретарь ЦК КПСС, заведующий Отделом организационно-партийной работы ЦК КПСС, гор. Москва | 22.02.1975      | [ ГС 314 ] |
| 344        | Капитонов Николай Михайлович           | 14.12.1927 — 05.01.2009 | Бригадир слесарей-сборщиков Казанского завода электронно-вычислительных машин Министерства радиопромышленности СССР, Татарская АССР | 26.04.1971      | [ ГС 315 ] |
| 345        | Капитонова Фёкла Сергеевна             | 28.07.1934 — 18.02.2002 | Доярка госплемзавода «Семёновский» Медведевского района Марийской АССР | 27.07.1990      | [ ГС 316 ] |
| 346        | Капкова Екатерина Ивановна             | 20.11.1914 — 31.01.2004 | Доярка колхоза имени Сталина Луховицкого района Московской области | 07.04.1949      | [ ГС 317 ] |
| 347        | Каплан Владимир Васильевич             | 14.03.1928 — 28.01.2006 | Тракторист совхоза «Большевик» Красногвардейского района Крымской области | 15.12.1972      | [ ГС 318 ] |
| 348        | Капленко Иван Степанович               | 1922 — ????             | Бригадир колхоза «Серп и Молот» Каратузского района Красноярского края | 07.01.1948      |            |
| 349        | Капп Эуген Артурович                   | 26.05.1908 — 29.10.1996 | Председатель правления Союза композиторов Эстонии, народный артист СССР, гор. Таллин | 26.05.1978      | [ ГС 319 ] |
| 350        | Капралов Василий Федосеевич            | 1929 — 04.10.1995       | Бригадир шофёров Фокинского автотранспортного предприятия Министерства автомобильного транспорта РСФСР, Брянская область | 23.01.1974      | [ ГС 320 ] |
| 351        | Капралов Василий Яковлевич             | 26.02.1922 — 03.08.1975 | Председатель колхоза имени XVII партсъезда Завьяловского района Удмуртской АССР | 20.06.1958      | [ ГС 321 ] |
| 352        | Капран Михаил Демьянович               | род. 1928               | Бригадир колхоза имени XXII съезда КПСС Волновахского района Донецкой области | 23.06.1966      | [ ГС 322 ] |
| 353        | Капранов Сергей Владимирович           | 21.02.1924 — 2012       | Слесарь-разметчик завода «Знамя Октября» Министерства судостроительной промышленности СССР, гор. Ленинград | 30.03.1970      | [ ГС 323 ] |
| 354        | Капрош Фёдор Алексеевич                | 20.05.1930 — 24.01.2000 | Председатель колхоза «Дружба народов» Новоселицкого района Черновицкой области | 24.12.1976      | [ ГС 324 ] |
| 355        | Каптеров Михаил Иванович               | 12.07.1938 — 21.03.1990 | Тракторист-комбайнёр совхоза имени Черняховского Дубровенского района Витебской области | 27.12.1976      | [ ГС 325 ] |
| 356        | Капуста Майя Никитична                 | 1926—2016               | Ткачиха комбината «Засулаука мануфактура» Министерства лёгкой промышленности Латвийской ССР, гор. Рига | 09.06.1966      | [ ГС 326 ] |
| 357        | Капуста Филипп Сидорович               | 27.11.1912 — 18.02.1972 | Директор шахты «Ново-Дружеская» комбината «Первомайскуголь» Министерства угольной промышленности Украинской ССР, Ворошиловградская область | 30.03.1971      | [ ГС 327 ] |
| 358        | Капустин Анатолий Андреевич            | 03.10.1934 — 09.01.2022 | Слесарь-механик Центрального научно-исследовательского института «Агат» Министерства судостроительной промышленности СССР, гор. Москва | 04.12.1974      | [ ГС 328 ] |
| 359        | Капустин Владимир Алексеевич           | 20.03.1931 — 28.05.2006 | Бригадир комплексной бригады домостроительного комбината № 1 Главмосстроя при Мосгорисполкоме | 05.09.1984      | [ ГС 329 ] |
| 360        | Капустина Татьяна Михайловна           | 14.09.1925 — 01.03.2008 | Врач районной больницы Завьяловского района Алтайского края | 04.02.1969      | [ ГС 330 ] |
| 361        | Капусткин Анатолий Дмитриевич          | 26.02.1917 — 1973       | Наладчик оборудования Рязанской чаеразвесочной фабрики Министерства пищевой промышленности РСФСР | 26.04.1971      |            |
| 362        | Капусткин Иван Фёдорович               | 28.09.1910 — 26.01.1972 | Старший мастер завода первичной переработки скота Московского мясокомбината Министерства мясной и молочной промышленности РСФСР | 14.06.1966      |            |
| 363        | Капустян Иван Петрович                 | род. 1934               | Буровой мастер Ивано-Франковского управления буровых работ производственного объединения «Укрнефть» Министерства нефтяной промышленности СССР | 29.04.1986      |            |
| 364        | Капырин Георгий Ильич                  | 29.01.1910 — 07.05.1982 | Директор ЦНИИ-48 Государственного комитета по судостроению СССР, гор. Ленинград | 28.04.1963      | [ ГС 331 ] |
| 365        | Капычина Анна Никитична                | 1912 — ????             | Садчица кирпича заводоуправления Петровских кирпичных заводов управления промышленности строительных материалов исполкома Киевского городского Совета депутатов трудящихся                                                                                                 | 09.08.1958      |            |

| Навигационная таблица | Навигационная таблица |
| --------------------- | --------------------- |
| «К»                   | Кабаидзе — Капычина   |
| «К»                   | Кара — Каюшкина       |
| «К»                   | Квакуша — Киптев      |
| «К»                   | Киракосян — Князькин  |
| «К»                   | Кобаидзе — Колядо     |
| «К»                   | Команов — Корякина    |
| «К»                   | Косарев — Коюнлиев    |
| «К»                   | Кравец — Ксоврели     |
| «К»                   | Куандыков — Кулян     |
| «К»                   | Кумаков — Кяяник      |